# Harry James
Harry Haag James (Albany, Georgia, 15 de març, 1916 - Las Vegas, Nevada, 5 de juliol, 1983) va ser un músic nord-americà més conegut com a líder d'una banda que tocava trompeta que va portar una big band a un gran èxit comercial des de 1939 fins a 1946. Va trencar la seva banda durant un curt període el 1947, però poc després es va reorganitzar i va tornar a estar actiu amb la seva banda des d'aleshores fins a la seva mort el 1983. Va ser especialment conegut entre els músics per la seva competència tècnica, així com pel seu to, i va influir en la nova trompeta, entre músics des de finals dels anys 30 fins als 40. També va ser actor en diverses pel·lícules que habitualment presentaven la seva banda.

## Joventut
Harry James era fill d'Everett Robert James, líder d'un circ ambulant, el "Mighty Haag Circus", i de "Myrtle Maybelle" (Stewart), acròbata i genet a cavall. Va començar a actuar amb el circ a una edat primerenca, primer com a contorsionista als quatre anys, després tocant el tambor de la banda a partir dels sis anys aproximadament. Va ser a aquesta edat quan James va ser gairebé trepitjat pels cavalls del circ després que vagava per la pista del circ mentre feien les seves acrobàcies, però estava protegit pel cavall de la mascota de la seva mare, que es va quedar al seu costat fins que els altres cavalls van passar.
James va començar a prendre lliçons de trompeta del seu pare als vuit anys, i als dotze anys liderava la segona banda del "Christy Brothers Circus", per a la qual la seva família treballava aleshores. El pare de James el va posar en un estricte horari de pràctica diària. A cada sessió se li donaven diverses pàgines per aprendre del llibre de l'Arban i no se li permetia dedicar-se a cap altre passatemps fins que no les hagués après. Mentre encara era estudiant a "Dick Dowling Junior High School", va participar com a membre habitual de la "Royal Purple Band de Beaumont High School", i el maig de 1931 va ocupar el primer lloc com a solista de trompeta al concurs anual de la "Divisió Oriental de la Texas Band Teacher's Association" celebrat a Temple (Texas).

## Carrera
El 1924, la seva família es va establir a Beaumont, Texas. Va ser aquí a principis de la dècada de 1930 que James va començar a tocar en bandes de ball locals quan tenia 15 anys. James tocava regularment amb la banda d'Herman Waldman, i en una actuació va ser escoltat pel popular Ben Pollack. El 1935 es va unir a la banda de Pollack, però va marxar a principis de 1937 per unir-se a l'orquestra de Benny Goodman, on va romandre fins al 1938. Va ser sobrenomenat "The Hawk" a principis de la seva carrera per la seva capacitat de llegir a primera vista. Una broma habitual era que si una mosca aterrava a la seva música escrita, Harry James la tocaria. El seu rang de greus tenia una calidesa associada amb la corneta i fins i tot el fiscorn, però aquest so no va ser gravat a favor del brillant registre agut de James.
Amb el suport financer de Goodman, James va estrenar la seva pròpia big band a Filadèlfia, Pennsilvània, el gener de 1939, però no va fer clic fins que va afegir una secció de cordes el 1941. Posteriorment, conegut com a "Harry James and His Music Makers", va produir l'èxit "You Made Me Love You", que va assolir la posició núm. 5 a la llista nacional de registres minoristes més venuts de Billboard durant la setmana que va acabar el 18 de novembre de 1941. Durant les seves 18 setmanes, el senzill va passar deu setmanes no consecutives al Top Ten, des de principis de novembre de 1941 fins a finals de gener de 1942. Ell i la seva banda van aparèixer en tres pel·lícules de Hollywood: Private Buckaroo i Springtime in the Rockies (todes dues de 1942) i Two Girls and a Sailor (1944). James va fer una gira amb la banda a la dècada de 1980 i, al juliol de 2018, l'"Orquestra Harry James", dirigida per Fred Radke, encara estava molt en el negoci.

## Cap de banda
La banda de James va ser la primera orquestra d'alt perfil que va comptar amb el vocalista Frank Sinatra, que va signar un contracte d'un any i 75 dòlars setmanals amb ella el 1939 (1.589 dòlars setmanals el 2022). James volia canviar el nom de Sinatra a 'Frankie Satin', però el cantant es va negar. Sinatra només va treballar set mesos abans de marxar per unir-se al conjunt de Tommy Dorsey. La vocalista femenina destacada de la banda de James va ser Helen Forrest, i la seva banda posterior va incloure el bateria Buddy Rich i el baixista Thurman Teague. Johnny MacAfee va aparèixer al saxo i la veu, i Corky Corcoran va ser un jove prodigi del saxo.
Ràdio

L'orquestra de James va succeir a la de Glenn Miller en un programa patrocinat per Chesterfield Cigarettes el 1942, quan Miller va dissoldre la seva orquestra per entrar a l'exèrcit. El 1945, James i la seva orquestra van tenir un programa de substitució d'estiu per al programa de Danny Kaye a la CBS. També va dirigir l'orquestra de "Call for Music", que es va emetre a la CBS del 13 de febrer de 1948 al 16 d'abril de 1948 i a la NBC del 20 d'abril de 1948 al 29 de juny de 1948.
Pel·lícula

James va gravar molts discos populars i va aparèixer a moltes pel·lícules de Hollywood. Va tocar la trompeta a la pel·lícula de 1950 Young Man with a Horn, doblant Kirk Douglas. L'àlbum de la pel·lícula va ocupar el número 1, amb James recolzant la cantant i actriu de big band Doris Day. L'enregistrament de James de "I'm Beginning to See the Light" apareix a la pel·lícula My Dog Skip (2000). La seva música també apareix a la pel·lícula de Woody Allen Hannah and Her Sisters (Hannah i les seves germanes). L'enregistrament de James de "It's Been a Long, Long Time" apareix a Captain America: The Winter Soldier i a Marvel's Avengers: Endgame.

## Estil musical i recepció
Influències

Amb la infància de James que va passar com a músic en un circ itinerant, va agafar un estil extravagant que utilitzava tècniques com el vibrato pesat, la mitja vàlvula i glissandi de llavis, els trins de vàlvules i llavis i els tremolos de vàlvules. Aquestes tècniques eren populars a l'època en el que es coneixia com a jazz "calent", personificada per l'ídol de James, Louis Armstrong, però una mica va caure en desgracia als anys 50 amb l'arribada del jazz "cool". El rigorós règim de pràctica de James quan era nen va donar lloc a una competència tècnica excepcional en les tècniques més clàssiques de l'abast, la digitació i la llengua. En créixer al sud, James també va estar exposat a la música blues, que va tenir una influència addicional en el seu estil. Com va explicar James:
| « | "Em vaig criar a Texas amb el blues; quan tenia onze o dotze anys, en el que anomenen 'barbaco row', solia seure amb els nois que tenien els colls d'ampolla trencats a les guitarres, tocant, el blues; això és tot el que sabíem." | » |

Després d'escoltar a James en solitari en diversos números en una nit d'una nit de Benny Goodman, Armstrong va entusiasmar al seu amic i vibrafonista de Goodman, Lionel Hampton:
| « | "Aquell noi blanc, toca com un jig!" | » |

Decantant-se cap al pop

Després que James deixés la banda de Benny Goodman el 1939 per formar la seva pròpia banda, aviat va descobrir que dirigir un grup musical comercialment viable requeria un conjunt d'habilitats més amplis que els necessaris per ser un músic dotat tocant a la banda d'una altra persona. La banda de James va tenir problemes financers, i cada cop era més difícil per a James pagar els sous i mantenir la banda unida. El 1940, James va perdre el seu contracte amb Columbia Records (va tornar el 1941), i Frank Sinatra va deixar la banda aquell gener. No va passar gaire després que James va prendre una decisió cabdal: adoptaria un estil "més dolç" que afegia cordes a la banda, i la banda oferiria melodies que eren més "pop" i menys fidels al seu arrels de jazz. Des d'un punt de vista comercial, la decisió va donar els seus fruits, ja que James aviat va gaudir d'una sèrie d'èxits que van proporcionar un èxit comercial per a ell i la seva banda. De fet, un informe del Tresor dels Estats Units publicat el 1945 va enumerar a Harry James i Betty Grable com la parella més ben pagada del país.
Tot i que James va mantenir un èxit comercial i es va comprometre personalment amb la seva música, alguns crítics van intentar trobar errors. A la biografia de Peter Levinson de 1999, Dan Morgenstern, el respectat crític i director de l'Institut d'Estudis de Jazz, va dir que el llançament de 1941 del posterior Saló de la Fama dels Grammy va incloure "You Made Me Love You" "el disc que els crítics de jazz mai van perdonar a Harry James per gravar-lo." Amb James continuant utilitzant el seu estil extravagant en èxits pop durant la dècada de 1940, la seva interpretació sovint va ser etiquetada com "schmaltzy" i la crítica va rebutjar, encara que els discos de ràdio d'aquest període revelen la continuïtat de James el compromís amb el jazz. Els llançaments de jazz de James durant aquest període, encara que no són tan nombrosos, inclouen una varietat d'arranjaments moderns de Neal Hefti, Frank Devenport, Johnny Richards i Jimmy Mundy que sovint inspiraven als seus músics, i com el bop va superar el swing a finals dels anys quaranta, James va ser sorprenentment obert, a la seva influència.
Retorn al jazz de Big Band

Després de passar a mitjans dels anys 50, James va fer una re avaluació completa de cap a on es dirigia en la seva carrera musical. Count Basie va donar l'impuls fent un retorn significatiu amb la seva recentment formada banda "16 Men Swinging", i James volia una banda amb un decidit gust de Basie. James va signar amb Capitol Records el 1955, i dos anys més tard, després de llançar noves versions d'estudi de moltes de les seves cançons publicades anteriorment de Columbia Records, James va gravar deu cançons noves per a un àlbum titulat "Wild About Harry!". Aquest àlbum va ser el primer d'una sèrie publicada a Capitol, i continuant més tard a MGM, representatiu de l'estil Basie que James va adoptar durant aquest període, amb alguns dels arranjaments proporcionats per l'antic saxofonista i arranjador de Basie Ernie Wilkins, a qui James va contractar per al seu treball a la seva pròpia banda.

Tot i que James mai va recuperar completament el favor dels crítics de jazz durant la seva vida, malgrat el seu retorn a llançaments més orientats al jazz a finals dels anys 50 i els anys 60, l'opinió contemporània sobre la seva obra ha canviat. Reedicions recents, com ara el set de 7 discos de Capitol del 2012, "The Capitol Vaults Jazz Series: Gene Krupa i Harry James", han provocat noves anàlisis més favorables. El 2014, Marc Myers de JazzWax va comentar:
| « | "La banda [de James] de mitjans dels anys quaranta era més moderna que la majoria de les majors, i el 1949 va dirigir una de les millors bandes de l'any". | » |

I en els llançaments de James de 1958 a 1961, Myers va assenyalar:
| « | "La banda de James durant aquest període ha estat eclipsada per bandes liderades per Basie, Maynard Ferguson i Stan Kenton. Tot i que cadascun va oferir la seva pròpia marca de magnificència, James va produir temes més brillants de manera constant que els altres... pràcticament tot el que James va gravar durant aquest període va ser una joia intransigent i oscil·lant." | » |

James sentia molt la música que tocava i va gravar. El 1972, mentre estava a Londres, va fer una entrevista al crític de jazz anglès Steve Voce, que li va preguntar si el públic més gran eren els números comercials que havia gravat. James es va arrossegar visiblement i va respondre:
| « | "Això dependrà de per a qui toques. Si toques per a un públic de jazz, estic bastant segur que algunes de les coses de jazz que fem serien molt més populars que "Sleepy Lagoon". " i si estem jugant en un club de camp o jugant a Las Vegas, en el qual tenim molts, molts tipus de gent, aleshores estic segur que "Sleepy Lagoon" seria més popular en aquell moment en concret. Però realment em molesta. d'aquesta gent parlant de cançons comercials, perquè per a mi, si vas a ser comercial, et posaràs al cap i faràs sorolls divertits i faràs coses estúpides. No crec que n'haguem gravat ni tocat mai una melodia que no m'agradava especialment tocar. En cas contrari, no la tocaria." | » |

## Vida personal
James es va casar tres vegades, primer amb la cantant Louise Tobin el 4 de maig de 1935, amb qui va tenir dos fills, Harry Jeffrey James (n. 1941) i Timothy Ray James (n. 1942). Es van divorciar el 1943. Més tard aquell any es va casar amb l'actriu Betty Grable. Van tenir dues filles, Victoria Elizabeth (n. 1944) i Jessica (n. 1947), abans de divorciar-se el 1965. El desembre de 1967 James es va casar amb la corista Joan Boyd de Las Vegas. La parella va tenir un fill, Michael (n. 1968), abans de divorciar-se el 1970.
James posseïa diversos cavalls de carreres pura sang que van guanyar carreres com ara la "California Breeders' Champion Stakes" (1951) i la "San Vicente Stakes" (1954). També va ser un inversor fundador de l'hipòdrom de Atlantic City. El seu coneixement de les curses de cavalls es va demostrar durant una aparició de 1958 a "The Lucy–Desi Comedy Hour" titulada "Lucy Wins A Racehorse".
James era un gran fumador, bevedor i jugador. El 1983 li van diagnosticar càncer limfàtic, però va continuar treballant. Va tocar el seu últim treball professional, amb l'Orquestra Harry James, el 26 de juny de 1983, a Los Angeles, morint només nou dies després a Las Vegas, Nevada el 5 de juliol de 1983, als 67 anys. Frank Sinatra va pronunciar l'elogi al seu funeral, celebrat a Las Vegas.

## Filmografia
- Hollywood Hotel (1937) (com ell mateix, a la banda de Benny Goodman.)
- Syncopation (1942) (com ell mateix)
- Springtime in the Rockies (1942) (com ell mateix)
- Private Buckaroo (1942) (com ell mateix)
- Swing Fever (1943) (com ell mateix)
- Best Foot Forward (1943) (com ell mateix)
- Bathing Beauty (1944) (com ell mateix)
- Two Girls and a Sailor (1944) (com ell mateix)
- Do You Love Me (1946)
- If I'm Lucky (1946)
- Carnegie Hall (1947) (com ell mateix)
- On Our Merry Way (1948) (com ell mateix)
- I’ll Get By (1950) (com ell mateix)
- The Benny Goodman Story (1956) (com ell mateix)
- The Opposite Sex (1956) (com ell mateix)
- Outlaw Queen (1957)
- Riot in Rhythm (1957) (tema breu; com ell mateix)
- The Big Beat (1958)
- The Ladies Man (1961) (com ell mateix)
- The Sting II (1983)

## Discografia
Article principalDiscografia de Harry James a la Viquipèdia anglesa
La discografia de Harry James inclou 30 àlbums d'estudi, 47 EPs, tres àlbums de bandes sonores/escenaris i de pantalla, i nombrosos àlbums en directe i àlbums recopilatoris, juntament amb contribucions com a sideman i aparicions amb altres músics. James va llançar més de 200 senzills durant la seva carrera, amb nou cançons que van assolir el número u, 32 entre els deu primers i 70 entre els 100 primers a les llistes de pop nord-americanes, així com set a les llistes de R&B dels EUA.

## Singles seleccionats
- "Ain't She Sweet"
- "All or Nothing at All" (1939)
- "Back Beat Boogie" (1939) (Columbia 35456)[45]
- "Blues in the Night" (1941) (Columbia 36500)[46]
- "Boo-Woo" (1939) (Brunswick 8318/B24060, Columbia 35958/C44-1)
- "Cheek to Cheek"
- "Ciribiribin" (1939) – un altre milió de discs venuts[47]
- "Cry Me a River"
- "Don'cha Go 'Way Mad" (amb the Skylarks)
- "Flight of the Bumblebee"
- "Hernando's Hideaway" (1955)
- "Honeysuckle Rose"
- "I Cried for You" (1942)
- "I Don't Want to Walk Without You" (1942)
- "I Had the Craziest Dream" – un altre milió de discs venuts.[48]
- "I'll Be Around"
- "I'll Get By (As Long as I Have You)" (1940)
- "I Need You Now"
- "It All Depends on You"
- "It's Been a Long, Long Time" (1945)
- "I've Heard That Song Before" (1942) – un altre milió de discs venuts[49]
- "Life Goes to a Party"
- "Manhattan"
- "The Mole"
- "My Buddy" (1939)
- "Oh My Pa-Pa (O Mein Papa)"
- "The Nearness of You"
- "One O'Clock Jump" (1938) – James primer venedor de milió[50]
- "Sing, Sing, Sing" (1937)
- "Sleepy Lagoon" (1942)
- "Somebody Loves Me"
- "That Old Feeling"
- "Too Marvelous for Words" (1943)
- "Truly" (amb Gilda Maiken i The Skylarks)
- "Trumpet Blues and Cantabile"
- "(Up a) Lazy River"
- "Velvet Moon"
- "When Your Lover Has Gone" (1944)
- "Where or When"
- "Woo-Woo" (1939) (Brunswick 8318/B24061, Columbia 35958/C44-2)
- "You Made Me Love You" (1941) – un milió de discos d'or venuts.[48]
- "You've Changed" (1941)

Àlbums seleccionats

- Boogie Woogie (Columbia C44, 1941, compilation)[51]
- Young Man with a Horn (Columbia CL 6106, 1950)[52]
- Jazz Session (Columbia CL 669, 1955)[53]
- Wild About Harry! (Capitol T/ST 874, 1957)[54]
- The New James (Capitol T/ST 1037, 1958)[55]
- Harry's Choice! (Capitol T/ST 1093, 1958)[56]
- Trumpet Rhapsody And Other Great Instrumentals (Harmony HL 7162, 1959)
- Harry James and His New Swingin' Band (MGM E/SE 3778, 1959)[57]
- Harry James...Today! (MGM E/SE 3848, 1960)[58]
- The Spectacular Sound of Harry James (MGM E/SE 3897, 1961)[59]
- Harry James Plays Neal Hefti (MGM E/SE 3972, 1961)[60]
- Requests On-The-Road (MGM E/SE 4003, 1962)[61]
- The King James Version (Sheffield Lab LAB-3, 1976)[62]
- Comin' From A Good Place (Sheffield Lab LAB-6, 1977)[63]
- Still Harry After All These Years (Sheffield Lab LAB-11, 1979)[64]
- Snooty Fruity (Columbia CK 45447, 1990)[65]
- Record Session '39–'42 (Hep CD1068 [Escocia], 1999)[66]
- Feet Draggin' Blues '44–'47 (Hep CD62 [Anglaterra], 1999)[67]

## Grammy Saló de la Fama
A partir del 2016, dos enregistraments d'Harry James havien estat inclòs al Grammy Hall of Fame, un premi Grammy especial establert el 1973 per honrar els enregistraments que tenen almenys 25 anys d'antiguitat i que tenen "importància qualitativa o històrica".
| Any de gravació | Títol                                         | Gènere       | Segell   | Any introduït |
| --------------- | --------------------------------------------- | ------------ | -------- | ------------- |
| 1942            | Trumpet Blues and Cantabile                   | Jazz (Album) | Columbia | 1999          |
| 1941            | You Made Me Love You (I Didn't Want to Do It) | Pop (Single) | Columbia | 2010          |

## Enquestes als lectors
La revista "Metronome" va realitzar enquestes anuals de lectors classificant el millor músic de jazz de cada instrument. Els guanyadors van ser convidats a unir-se a un conjunt conegut com el "Metronome All-Stars" que es va reunir per a gravacions d'estudi. Les sessions d'estudi es van celebrar els anys 1939–42, 1946–53 i 1956, i normalment van donar com a resultat dues pistes que permetien a cada participant un sol de cor. Harry James va ser escollit per tocar la trompeta amb el "Metronome All-Stars" el 1939, 1940 i 1941.
Una enquesta anual similar de lectors realitzada per la revista Downbeat magazine va seleccionar James com el millor instrumentista de trompeta dels anys 1937., 1938 i 1939, i com a solista favorit el 1942.

### Honors i induccions
Per la seva contribució a la indústria cinematogràfica, James va rebre una estrella al Hollywood Walk of Fame al 6683 Hollywood Boulevard el 8 de febrer de 1960.
Va ser inclòs a la Big Band i al Jazz Hall of Fame el 1983.

## Escrits
- Harry James Studies & Improvisations for Trumpet, Harry James, ed. Elmer F. Gottschalk, New York: Robbins Music, 1939
- Harry James Trumpet Method, Harry James, Everette James, ed. Jay Arnold, New York: Robbins Music, 1941